# Всемирная организация по охране здоровья животных

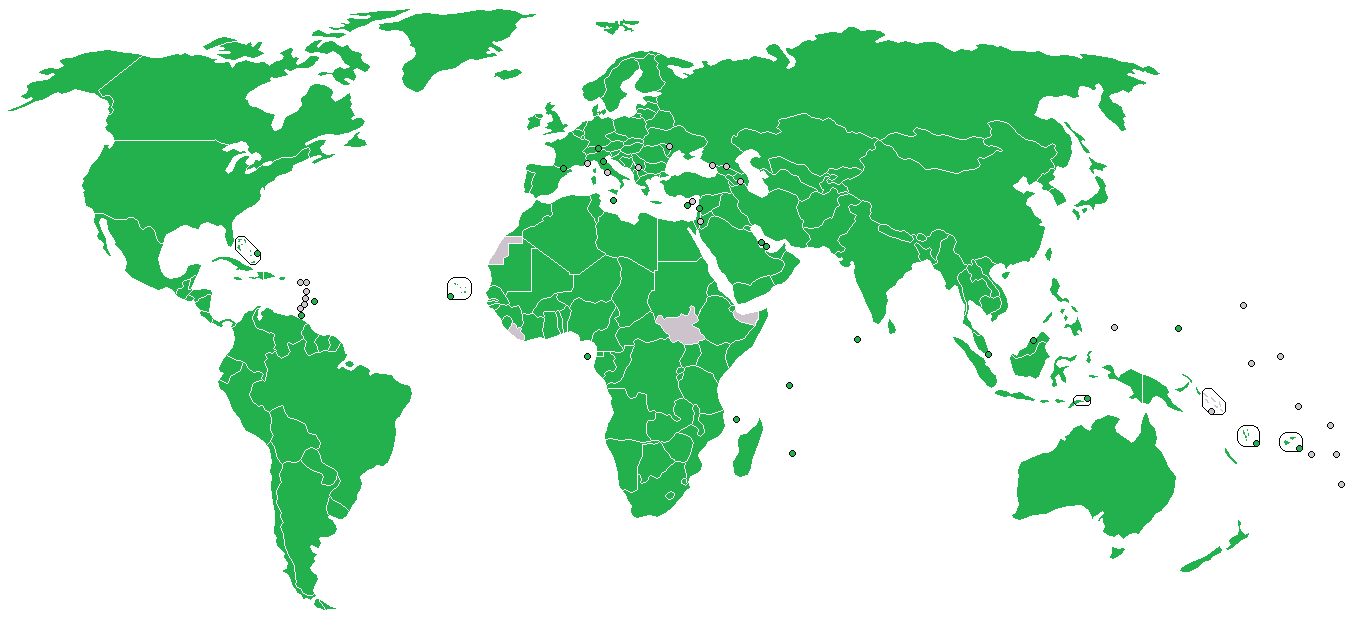
Страны-члены МЭБ

Всеми́рная организа́ция по охра́не здоро́вья живо́тных (фр. OIE Organisation Mondiale de la Santé Animale, англ. World Organisation for Animal Health; до 2003 года Международное эпизоотическое бюро, фр. Office International des Epizooties) — межправительственная организация, занимающаяся состоянием здоровья животных. Признана Всемирной торговой организацией (ВТО) в качестве консультативной организации. Штаб-квартира организации расположена в Париже, Франция.

## История
Организация была основана на международной конференции в Париже 25 января 1924 года после вспышки чумы крупного рогатого скота в 1920 году в Бельгии. Соглашение о создании организации было подписано 28 странами.
В мае 2003 года Международное эпизоотическое бюро было переименовано во Всемирную организацию по охране здоровья животных (МЭБ).

## Участники
МЭБ включает 178 стран-членов. Россия (СССР) является участником с 1927 года.
В данный момент следующие страны не являются членами МЭБ: Сент-Китс и Невис, Антигуа и Барбуда, Сент-Люсия, Сент-Винсент и Гренадины, Гренада, Доминиканская Республика, Либерия, Южный Судан, Монако, Ватикан, Палау, Маршалловы Острова, Острова Кука, Соломоновы Острова, Науру, Ниуэ, Тувалу, Кирибати, Самоа, Тонга, непризнанные и частично признанные государства.
МЭБ поддерживает постоянные отношения с 45 международными и региональными организациями и имеет региональные подразделения на всех континентах.

## Деятельность
Организация разрабатывает международные стандарты в области ветеринарного контроля, собирает информацию об эпизоотической обстановке в мире и передает её странам-участницам, координирует и помогает при борьбе с инфекционными болезнями животных, включая и международные карантинные мероприятия. Ведёт список карантинных болезней животных.